# Sobatschjesee
Der Sobatschjesee (russisch Собачье озеро), oder Yg-Kjujol (Ыг-Кюёль), ist ein 99,4 km² großer See im Putorana-Gebirge, dem Nordwestteil des Mittelsibirischen Berglands in der Region Krasnojarsk, Sibirien, Russland (Asien).

## Geographische Lage
Der Sobatschjesee befindet sich rund 275 km nördlich des nördlichen Polarkreises im Westteil des Putorana-Gebirges (max. 1701 m). Weder am See noch in seiner Umgebung gibt es Siedlungen, aber an seinem Ufer stehen mancherorts Isbas, traditionelle russische Holzhütten.
Die umliegenden Berge sind am östlichen Seebereich bis 1264 m hoch und erreichen östlich des Sees noch in seinem Einzugsgebiet maximal 1551 m Höhe; zu den Gebirgsteilen nahe dem See gehören die nördlichen Dynkengdaberge (bis 1177 m bzw. weiter östlich bis 1259 m) und die westlichen Imanberge (bis 1135 m). Während der See von der Choronen im Osten und der Nakma im Westsüdwesten sowie zahlreichen Gebirgsbächen gespeist wird, ist die Muksun an seinem Nordwestende sein einziger Abfluss, deren Wasser letztlich über die weit entfernte Pjassina zur Karasee (Teil des Nordpolarmeers) fließt.
Der sich etwa in Ostnordost-Westsüdwest-Richtung erstreckende See, der etwa 63 m hoch liegt, ist rund 45 km lang und im Westsüdwesten bis 4 km breit. Sein Einzugsgebiet ist etwa 2.520 km² groß.
Im Einzugsgebiet des Sobatschjesees liegt im Südwesten der Nakomjakensee mit dessen Nachbarsee Toneljsee sowie zudem viele Kleinseen und Fließgewässer. Außerhalb dieses Gebiets befindet sich unterhalb des Sees als Nachbarsee der von der Muksun gespeiste Glubokojesee.

## Klima, Flora und Fauna
Die Region des Sobatschjesees liegt im Bereich des Permafrostbodens. Der See ist alljährlich von Anfang Oktober bis Ende Juni oder Anfang Juli von Eis bedeckt. An seinen Ufern gedeihen boreale Nadelwälder (Taiga) und auf den vielerorts plateauartigen Bergen herrscht Tundra mit Moosen und Flechten vor. Im fischreichen See leben unter anderem Barsche und Lachsfische.